# 4475 Voitkevich
4475 Voitkevich là một tiểu hành tinh vành đai chính với chu kỳ quỹ đạo là 1235.4894340 ngày (3.38 năm).
Nó được phát hiện ngày 20 tháng 10 năm 1982.